# Carlos Chamarro
Carlos Chamarro (Barcelona, 12 de agosto de 1973) es un actor español conocido entre el público sobre todo por sus papeles de Julián Palacios en la versión española de Camera Café , Julio Sarasola en Gym Tony y Enrique Bassols "El Borrascas" en Algo que celebrar. Actualmente interpreta a Esteban Guijarro en La que se avecina.

## Biografía
Nacido en Barcelona, estudia arte en la escuela Eina y mimo y pantomima en el instituto del Teatro de la misma ciudad. Debutó como actor en el teatro, y en numerosos spots de televisión. 
Tras participar en la clausura de los juegos olímpicos de Barcelona con el Tricicle conoce a Comediants con los que colabora durante más de 7 años. 
En 1996 funda el colectivo cinematográfico ALPACINE con los que realiza más de 10 cortometrajes de ficción. En 1999 funda su propia compañía de humor del absurdo con el actor Toni González: FEEING FLOP. El proyecto no prosperó al no tener éxito.
En televisión ha trabajado en Siete vidas y en Porca misèria; en el cine, en (Vivancos III) como actor secundario, y en programas de televisión como El sábado de TVE participando en sketches de humor durante el poco tiempo que duró ese espacio.
También destacó su aparición interpretando a un trabajador de una agencia de viajes, "Jacobo Torres", para unos anuncios de la Agencia Viajes Iberia, convirtiéndose en la imagen de la campaña publicitaria.
En el año 2006 debutó en televisión como actor con un papel principal en Camera Café desde sus inicios, donde interpreta a "Julián Palacios", el responsable de compras y también un sindicalista corrupto, que tiene un rol importante en la serie. 
Su papel lo ha compaginado con la aparición en el teatro como actor principal en obras como Mandíbula afilada entre otras.
En el año 2009, ha participado en el programa de Cuatro, Saturday Night Live, en un sketch llamado "Los Ligones", parodiado del programa americano del Saturday Night Live protagonizado por Jim Carrey. 
En ese mismo año interpretó a Julián en la serie Fibrilando, igual que Camera Café pero transcurriendo en un hospital.
En 2010 interpretó la obra de teatro Ser o no ser.
Durante 2012 y 2013 interpretó a Fran en Señoras que.... 
En ese mismo año participa con varios personajes en el especial de Nochevieja de La 1, Hotel 13 estrellas, 12 uvas. 
En el 2014 y 2016 da vida a la vez a Julio Sarasola en la comedia Gym Tony de Cuatro y a Enrique Bassols en Algo que celebrar de Antena 3. En 2014, además colabora en el programa de La 2 Pecadores impequeibols. En 2015 se incorpora al elenco de la obra de teatro Burundanga e interviene también en la obra de teatro Milagro en casa de los López de Miguel Mihura. En 2017 siguió dando vida a Julio Sarasola en Gym Tony LC, labor que compagina con trabajos en teatro, como Pares y Nines.
En 2019 y 2020 actúa como el psicólogo de Lourdes en Señoras del (h)AMPA. En 2020 trabajó en la serie Historias de Alcafrán.
En 2021 retoma su papel de Julián Palacios para la adaptación al cine de la serie Camera Café dirigido por Ernesto Sevilla.
En 2022 ficha por La que se avecina para interpretar al personaje de Esteban Guijarro a partir de la temporada 13.

## Filmografía

### Series de televisión
| Año           | Serie                               | Personaje                 | Canal                   | Notas         |
| ------------- | ----------------------------------- | ------------------------- | ----------------------- | ------------- |
| 1997          | Para que sirve un marido            | Ladrón                    | La 1                    | 1 episodio    |
| 2000          | Andorra, entre el torb i la Gestapo | Ignasi                    | TV3                     | 2 episodios   |
| 2000          | Policías, en el corazón de la calle |                           | Antena 3                | 1 episodio    |
| 2004          | 7 vidas                             | Dani                      | Telecinco               | 1 episodio    |
| 2005          | De moda                             | Sr. Minguella             | TV3                     | 1 episodio    |
| 2005          | Porca misèria                       | Vendedor de cupones       | TV3                     | 2 episodios   |
| 2005-2009     | Camera Café                         | Julián Palacios           | Telecinco               | 530 episodios |
| 2009          | ¡Fibrilando!                        | Dr. Julián Palacios       | Telecinco               | 8 episodios   |
| 2010          | Pelotas                             |                           | La 1                    | 1 episodio    |
| 2011          | Plaza de España                     | Pascual                   | La 1                    | 1 episodio    |
| 2012          | Stamos okupa2                       | Menéndez                  | La 1                    | 10 episodios  |
| 2012-2013     | Señoras que...                      | Fran                      | La 1                    | 13 episodios  |
| 2013          | Con el culo al aire                 |                           | Antena 3                | 1 episodio    |
| 2013          | Esposados                           | Carlos                    | Telecinco               | 2 episodios   |
| 2014-2016     | Gym Tony                            | Julio Sarasola            | Cuatro                  | 373 episodios |
| 2015          | Algo que celebrar                   | Enrique Bassols           | Antena 3                | 8 episodios   |
| 2016          | Olmos y Robles                      | Aberto Bayo               | La 1                    | 1 episodio    |
| 2017          | Gym Tony LC                         | Julio Sarasola            | Factoría de Ficción     | 60 episodios  |
| 2017          | La peluquería                       | Óscar                     | La 1                    | 238 episodios |
| 2019-2020     | Justo antes de Cristo               | Salvio                    | Movistar Plus+          | 2 episodios   |
| 2019-2020     | Señoras del (h)AMPA                 | Psicólogo                 | Telecinco / Prime Video | 5 episodios   |
| 2020          | Historias de Alcafrán               | Pere                      | La 1                    | 5 episodios   |
| 2021          | L'última nit del karaoke            | Ferrán                    | TV3                     | 6 episodios   |
| 2022-presente | La que se avecina                   | Esteban Guijarro Sanjurjo | Telecinco / Prime Video | ¿? episodios  |